# Acylglycerin-3-phosphat-O-Acyltransferasen
Acylglycerin-3-phosphat-O-Acyltransferasen (AGPAT), auch Glycerol-3-phosphat-O-Acyltransferasen (GPAT), sind eine Gruppe von Enzymen, die am Stoffwechsel von Lipiden beteiligt sind.

## Eigenschaften
Die vermutlich am besten charakterisierte AGPAT ist die Glycerol-3-phosphat-O-Acyltransferase 3 (GPAT3). AGPAT sind an der Biosynthese von Glycerolipiden beteiligt. Sie übertragen eine Acylgruppe von Acyl-CoA auf die Hydroxygruppe an Acyl-Glycerol-3-phosphaten wie bei Lysophosphatidsäure an Position 2.